# Freden
Freden là một đô thị ở huyện Hildesheim trong bang Niedersachsen, Đức. Đô thị Freden có diện tích 17,78 km², dân số thời điểm ngày 31 tháng 12 năm 2003 là 3495 người. Đô thị Freden nằm bên sông Leine, cự ly khoảng 25 km về phía nam của Hildesheim.
Freden is là thủ phủ của Samtgemeinde ("đô thị tập thể") Freden. 